# Robert Lucas

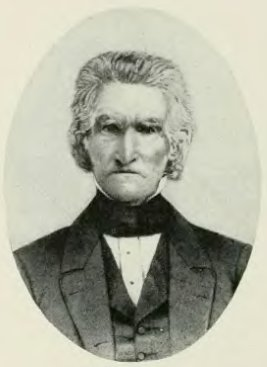
Robert Lucas

För 1995 års mottagare av Sveriges Riksbanks pris i ekonomisk vetenskap till Alfred Nobels minne se Robert Lucas Jr. För bluesmusikern och medlemmen i Canned Heat se Robert Lucas (bluesmusiker).
Robert Lucas, född 1 april 1781 i Mecklenburg (nuvarande Shepherdstown), Virginia (nuvarande West Virginia), död 7 februari 1853 i Iowa City, Iowa, var en amerikansk demokratisk politiker. Han var guvernör i delstaten Ohio 1832-1836 och guvernör i Iowaterritoriet 1838-1841.
Lucas blev 1803 lantmätare för Scioto County. Han var ledamot av Ohio House of Representatives, underhuset i delstatens lagstiftande församling, 1808-1809 och 1831-1832. Han var ledamot av delstatens senat 1814-1822 och 1824-1830. Han deltog i 1812 års krig i USA:s armé.
Lucas fungerade som ordförande på demokraternas partikonvent 1832 i Baltimore. Konventet var det första i demokraternas historia. Året före hade två mindre partier hållit de första nomineringskonventen av detta slag i USA:s historia. Demokraterna nominerade ämbetsinnehavaren Andrew Jackson till presidentkandidat och Martin Van Buren valdes till vicepresidentkandidat. Lucas vann guvernörsvalet i Ohio 1832. Han omvaldes två år senare.
Iowaterritoriet grundades 1838 och Lucas blev utnämnd till territoriets första guvernör.
Lucas grav finns på Oakland Cemetery i Iowa City.